# Magiczne igraszki
Magiczne igraszki (jap. 魔女っ子チックル Majokko chikkuru; ang.  Magic Tickle) – japoński serial animowany w reżyserii Takashi Kuoka powstały w latach 1978–1979 na podstawie mangi autorstwa Gō Nagai. Serial skierowany głównie do dziewcząt.

## Opis fabuły
Serial anime opowiadający historię młodej czarodziejki Tickle, która mówi o sobie we wstępie do serialu: Mam na imię Tickle i jestem czarodziejką. Za me psotne figle w książce mnie zamknięto. Z książki uwalnia ją jej rówieśnica Chiiko (w wersji polskiej Tiko). Dziewczynki razem mieszkają, uczęszczają do szkoły i przeżywają różne przygody będące często konsekwencjami czarów Tickle.

## Wersja japońska

### Obsada (głosy)
- Rihoko Yoshida jako Tickle
- Yōko Asagami jako Tiko (jap. Chiiko) (odc. 1-44)
- Keiko Han jako Tiko (jap. Chiiko) (odc. 45)

### Muzyka
Opening: Majokko Tickle (jap. 魔女っ子チックル Majokko Chikkuru) i  Ending: Tickle and Tiko's Cha-cha-cha (jap. チックルチーコのチャチャチャ Chikkuru Chīko no Cha-cha-cha) śpiewa Mitsuko Horie.

## Wersja polska
W Polsce serial emitowany był na kanale Polonia 1 z japońskim dubbingiem i polskim lektorem. Lektorką odcinków 1-41 była Elżbieta Groszek, odcinki 42-45 przeczytała Agnieszka Rogińska. Wersja polska została opracowana w Studiu Publishing.

## Spis odcinków
Serial liczy 45 odcinków.
| Nr             | Polski tytuł                      | Angielski tytuł                                  |
| -------------- | --------------------------------- | ------------------------------------------------ |
|                |                                   |                                                  |
| SERIA PIERWSZA |                                   |                                                  |
|                |                                   |                                                  |
| 1              | Narodziny przyjaźni               | Birth of The Lucky Pair!                         |
|                |                                   |                                                  |
| 2              | Szkolna drużyna                   | Chaotic New School Term                          |
|                |                                   |                                                  |
| 3              | Ładny chłopak                     | The Wonderful, Wonderful Boy                     |
|                |                                   |                                                  |
| 4              | Urodzinowe przyjęcie              | Be Careful at the Party!                         |
|                |                                   |                                                  |
| 5              | Uśmiech dla Donty                 | Tears, Tears of The Bratty Leader                |
|                |                                   |                                                  |
| 6              | Trudno być szefem                 | The Leader is Fed Up!                            |
|                |                                   |                                                  |
| 7              | Męcząca siostrzyczka              | Big Sister is a bully                            |
|                |                                   |                                                  |
| 8              | SOS Neptunie                      | God's Sea S.O.S!                                 |
|                |                                   |                                                  |
| 9              | To nie dla dziewczyn              | Women are Useless! The Carp Streamer             |
|                |                                   |                                                  |
| 10             | Strach przed małżeństwem          | The Bride is Scary                               |
|                |                                   |                                                  |
| 11             | Matczyna miłość                   | Flap! Maternal Love!                             |
|                |                                   |                                                  |
| 12             | Termometr miłości                 | The Sensitive Love Meteor is Excellent           |
|                |                                   |                                                  |
| 13             | Tata dzikus                       | Father, Man of The Wild!                         |
|                |                                   |                                                  |
| 14             | Superman nauki                    | The Enemy is a Superman                          |
|                |                                   |                                                  |
| 15             | Srebrny flet                      | The Silver Whistle, The Frog's Life              |
|                |                                   |                                                  |
| 16             | Wspaniała wróżba                  | Horrorscope Number 1                             |
|                |                                   |                                                  |
| 17             | Zwierzęta też mają prawo do życia | The Kitty's Parents are The Town's Thugs         |
|                |                                   |                                                  |
| 18             | Tajemnice tajemnice               | The Secert's Fullest Capacity                    |
|                |                                   |                                                  |
| 19             | Dowód odwagi                      | The Small Cowardly Mosquito                      |
|                |                                   |                                                  |
| 20             | Mecz bejsbolowy                   | Big Incident, Home Run!                          |
|                |                                   |                                                  |
| 21             | Pociąg w rodzinne strony          | Birth in The Night Train                         |
|                |                                   |                                                  |
| 22             | Polowanie na duchy                | Capture The Ghost                                |
|                |                                   |                                                  |
| 23             | Ślub mamy                         | Mother's Marriage!?                              |
|                |                                   |                                                  |
| 24             | Wiejskie gospodarstwo             | Riding Home in a Truck                           |
|                |                                   |                                                  |
| 25             | Morze latem                       | Urashima and the Kindgom Under the Sea           |
|                |                                   |                                                  |
| 26             | Dziwny ptaszek                    | Hateful Flattering                               |
|                |                                   |                                                  |
| 27             | Gwiezdna kołysanka                | The Starry Sky's Baby Sitter Song                |
|                |                                   |                                                  |
| 28             | Latająca dziewczynka              | The Girl Flies through the sky                   |
|                |                                   |                                                  |
| 29             | Magia i telepatia                 | Curse of The Magical Twins                       |
|                |                                   |                                                  |
| 30             | Aniołek, który spadł z chmurki    | The Angel Fell from The Cloud                    |
|                |                                   |                                                  |
| 31             | Niebezpieczny przyjaciel          | Beware of Friends                                |
|                |                                   |                                                  |
| 32             | Szkolny teatrzyk                  | Everyone is the Lead? Cinderella                 |
|                |                                   |                                                  |
| 33             | Tajemnica długowieczności         | We're Girls!?                                    |
|                |                                   |                                                  |
| 34             | Wynalazki źródłem sukcesu         | Great Invention! The Original Success is Failure |
|                |                                   |                                                  |
| 35             | Zaczarowana piłka                 | The Ace Jewel Cries                              |
|                |                                   |                                                  |
| 36             | Modelki                           | Charm of a Woman, Brute Force?                   |
|                |                                   |                                                  |
| 37             | Mały dinozaur                     | The Dragon going to the Fearful Town             |
|                |                                   |                                                  |
| 38             | Kulinarne kłopoty                 | Cooking Magic, Furanpa!                          |
|                |                                   |                                                  |
| 39             | Strażnik jakich mało              | Do your Best! Baby Gorilla!                      |
|                |                                   |                                                  |
| 40             | Jak przepędzić diabła?            | The Demon's Cry in the Heart                     |
|                |                                   |                                                  |
| 41             | Dobrotliwa czarownica             | Rumors of The Witch Mansion                      |
|                |                                   |                                                  |
| 42             | Rozpoczęcie roku szkolnego        | First day of School, Long Sleeve Kimono          |
|                |                                   |                                                  |
| 43             | Pomoc domowa                      | The Monkey Acting as a Maid                      |
|                |                                   |                                                  |
| 44             | Wiadomość z wyspy                 | News from The Island                             |
|                |                                   |                                                  |
| 45             | Wysłannik z krainy czarów         | Messanger from The Magic Kingdom                 |
|                |                                   |                                                  |